# Sindrome di Liebenberg
La sindrome di Liebenberg (chiamata anche Brachidattilia - displasia del gomito e del polso) è una rara malattia genetica autosomica data dalla mutazione del gene PITX1, che è responsabile dell'organizzazione del corpo, in particolare della formazione degli arti inferiori. Disattivando il gene sugli uccelli si è notato che i bozzetti delle ali assumevano strutture simili ad un arto.
La condizione è stata descritta per la prima volta dal Dr. F. Liebenberg nel 1973 mentre seguiva diverse generazioni di una famiglia sudafricana, ma da allora è stata notata in altri lignaggi familiari in tutto il mondo.

## Sintomi
Le persone che sono affette dalla sindrome di Liebenberg soffrono di tre sintomi principali:
1. Displasia (formazione impropria) delle componenti ossee del gomito
2. Forma anomala delle ossa carpali
3. Brachidattilia, una condizione in cui le dita delle mani e dei piedi sono più corte del normale